# Бесилото
„Бесилото“ (на английски: The Gallows) е американски свръхестествен филм на ужасите от 2015 г., режисиран от Крис Лофинг и Травис Клъф по техен сценарий. Във филма участват Рийз Мишлър, Файфър Браун, Райън Шус и Касиди Джифърд.
Филмът излиза по кината в Съединените щати на 10 юли 2015 г. в разпространение от „Уорнър Брос Пикчърс“ и „Ню Лайн Синема“. Получава негативни отзиви от критиката и печели 43 млн. щ.д. в световен мащаб. Продължението – „Бесилото 2“, излиза през октомври 2019 г.